# GreifRecht
GreifRecht, Untertitel Greifswalder Halbjahresschrift für Rechtswissenschaft ist eine juristische Fachzeitschrift, in der mit mindestens 14 Punkten bewertete studentische Klausuren oder Hausarbeiten inklusive Korrekturanmerkungen veröffentlicht werden. GreifRecht beinhaltet zudem Beiträge aus der juristischen Lehre und Praxis sowie Hinweise auf wichtige aktuelle höchstrichterliche Entscheidungen und Artikel anderer Fachzeitschriften.
Die GreifRecht erscheint seit Januar 2006 zweimal jährlich in einer Auflage von 700 Stück und wird vom Greifswalder Halbjahresschrift für Rechtswissenschaft e. V. herausgegeben.
GreifRecht ist eine von mehreren vornehmlich von Studierenden sowie wissenschaftlichen Mitarbeitern getragenen Law Reviews in Deutschland. GreifRecht wird mittlerweile von den meisten deutschen Universitätsbibliotheken und auch vom Bundesgerichtshof abonniert. Juristische Standardwerke greifen ebenfalls auf Beiträge aus GreifRecht zurück.